# Krasíkov (Kokašice)

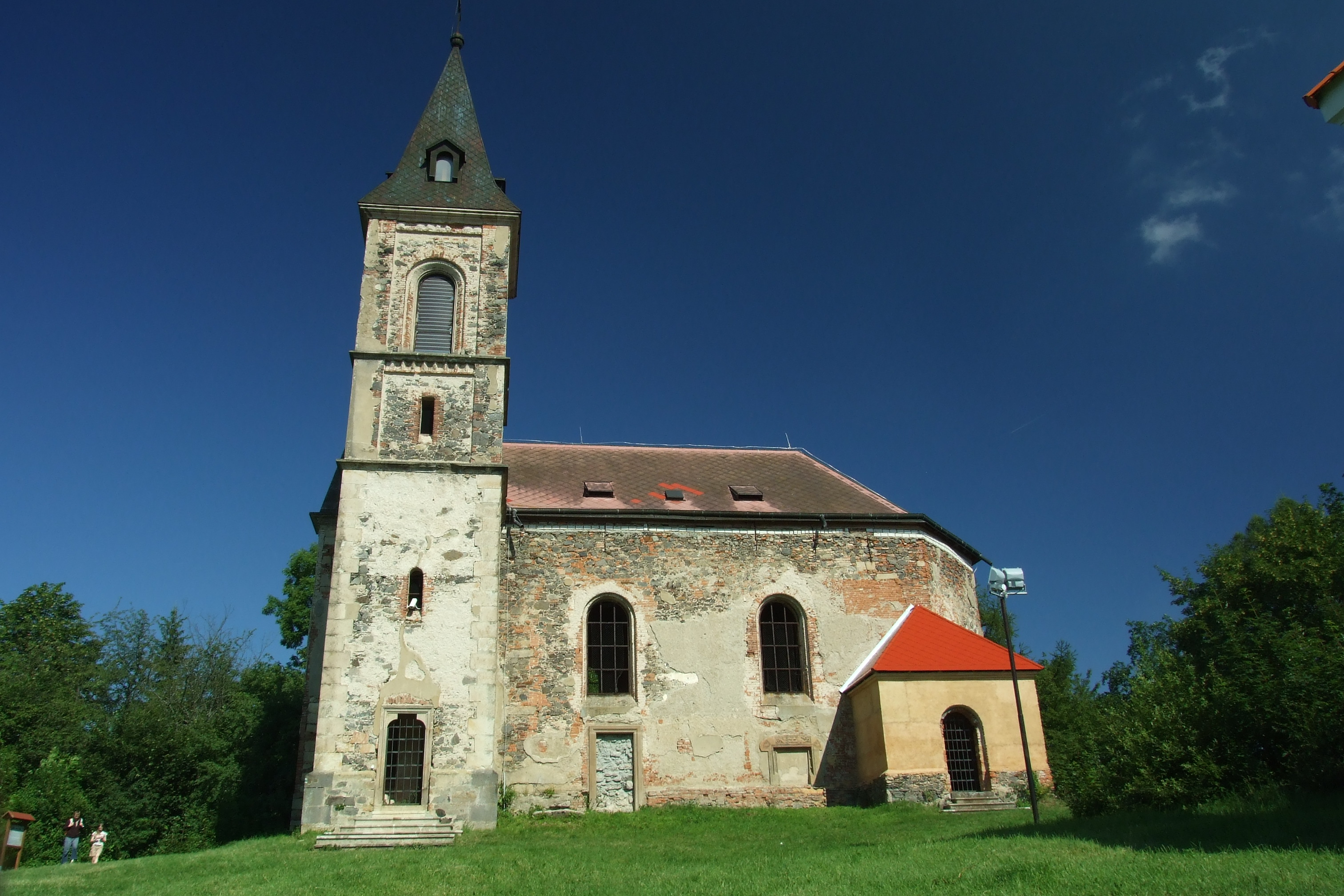
Kirche St. Maria Magdalena

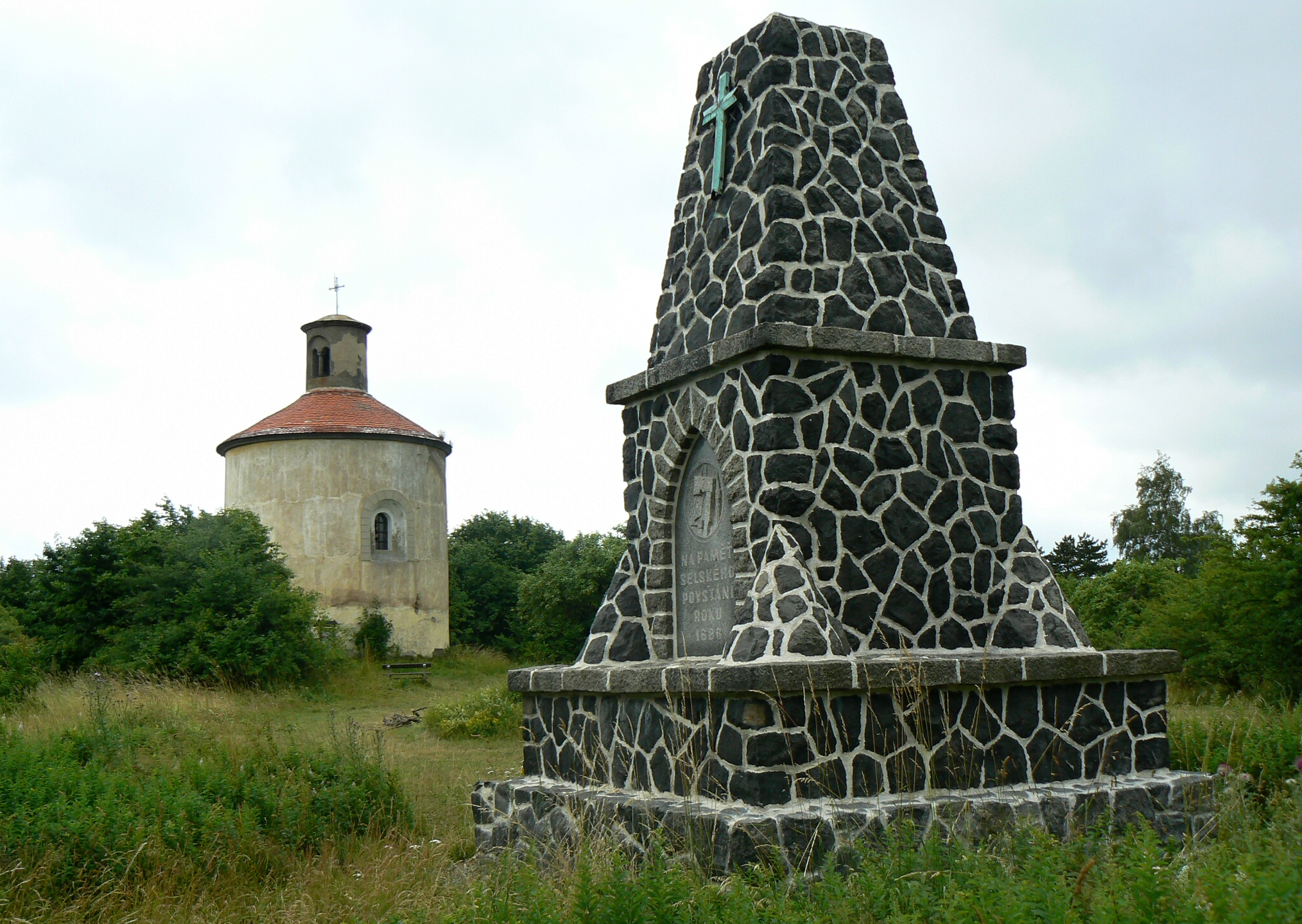
Kapelle und Denkmal

Krasíkov (deutsch Schwamberg auch Schwanberg) ist eine Einöde und Ortsteil der Gemeinde Kokašice (Kokaschitz) im Bezirk Tachov in Tschechien.

## Lage
Nachbarorte sind Domaslav (Böhmisch Domaschlag) im Westen, Kokašice (Kokaschitz) im Osten, Lomy (Lohm) im Süden, Kohoutov (Kahudowa) und Horní Polžice (Harlosee) im Norden.

## Geschichte
Der Ort verdankte seine Entstehung der Burg Schwamburg, zu dessen Füßen es liegt. Die 1227 erstmals urkundlich erwähnte Burg war Sitz eines gleichnamigen ortsadligen Geschlechts. Im 17. Jahrhundert besaß sie der königliche Rat und Landrechtsbeisitzer Johann Friedrich von Schwamberg. Durch Nachlässigkeit des Turmwärters wurde die Burg 1644 durch eine Feuersbrunst zerstört und nicht wiederaufgebaut. Der damalige Besitzer ließ an Stelle der alten Burgkapelle die gegenwärtige Kirche St. Maria Magdalena errichten. Sie beherbergte einen Hochaltar der die Jahreszahl 1638 trug. Bereits der Vorgängerbau diente den Schwamberg als Familiengrablege. Nach dem Tode von Johann Friedrich von Schwamberg stiftete seine Witwe Maria Magdalena geb. Burggräfin von Dohna am 3. März 1659 mehrere Seelenmessen. Im Zuge des Böhmischen Bauernaufstandes fand am 6. Mai 1680 auf dem nahegelegenen Schafberg ein Gefecht zwischen kaiserlichen Truppen angeführt vom kaiserlichen General Christoph Wilhelm Harant und aufständischer Bauern statt. Zur Erinnerung an das Ereignis gab Maria Franziska von Heissenstein auf der Kuppe des Berges den Bau der Todesangst-Christi-Kapelle in Auftrag. Schwamberg bildete mit Leskau eine Herrschaft, bis es durch Vereinigung ehemaliger einzelner Güter der Fideikommiss-Herrschaft Weseritz einverleibt wurde. So kaufte am 7. November 1712 Maximilian Karl Fürst zu Löwenstein-Wertheim-Rochefort von Susanna Antonie Gräfin von Vriby, geb. von Heissenstein die Herrschaft Schwamberg für 120.000 Gulden und 1500 Gulden Schlüsselgeld. Im 19. Jahrhundert war der Eigentümer Karl Fürst zu Löwenstein-Wertheim-Rochefort.
1838 zählte Schwamberg elf Häuser mit 108 Einwohnern, darunter eine jüdische Familie, ein Meierhof mit einer Beamtenwohnung, eine Schäferei, ein Brauhaus, ein Brandweinhaus, eine Binderei, ein Mastfütterungshaus, eine Hopfengärtnerei und ein Wirtshaus. Schwamberg war nach Tschelief gepfarrt. Aufgrund des Münchner Abkommens kam Schwamberg 1938 zum Deutschen Reich und gehörte bis 1945 zum Landkreis Tepl, Regierungsbezirk Eger, im Reichsgau Sudetenland. Bis zur Vertreibung 1945/1946 nach Ende des Zweiten Weltkriegs war der Ort überwiegend deutsch besiedelt. Nach 1945 wurde der Ort aufgegeben.

## Sehenswürdigkeiten
- Burg Schwamberg
- Kirche St. Maria Magdalena
- Todesangst-Christi-Kapelle
- Denkmal an den Bauernaufstand

## Söhne des Ortes
- Franz Melnitzky (1822–1876), österreichischer Bildhauer